# Pokalturneringen i ishockey 1995-96
Pokalturneringen i ishockey 1995-96 var den sjette udgave af den danske pokalturnering i ishockey for mandlige klubhold. Turneringen blev arrangeret af Danmarks Ishockey Union.
Turneringen blev vundet af Herning Ishockey Klub, som i finalen i Herning Isstadion besejrede Hvidovre Ishockey Klub med 9-3 i en kamp, hvor Todd Bjorkstrand scorede hattrick for midtjyderne, heraf to mål på 28 sekunder. Herning IK vandt dermed pokaltitlen for anden gang i træk og tredje gang i alt.
Hvidovre-stjernen Andrejs Ignatovics blev midt i første periode ramt på kæben af en vildfaren Puck fra en Herning-benskinne, der forårsagede et kæbebrud. Kampen kunne dog genoptages efter 10 minutters skadespause, men der skulle komme flere afbrydelser på finalen. Ustabil elforsyning i Herning-området medførte at lyset i hallen delvist forsvandt i slutningen af første periode. Dommeren valgte af afbryde perioden og sende holdene i omklædningsrummet før tid til kampens første pause. Den resterende del af første periode blev efterfølgende spillet som optakt til anden periode. Da strømmen forsvandt igen i tredje periode, valgte holdene at spille finalen færdig i halvmørke.

## Resultater

### Semifinaler
Semifinalerne blev spillet over to kampe den [[]] og 14. december, hvor den samlede score afgjorde de to opgør. I den ene semifinale vandt Hvidovre IK den første kamp på hjemmebane med 7-1 og kom foran med 5-1 i den anden kamp, inden Rødovre SIK fik pyntet lidt på resultatet til 4-5. Dermed gik Hvidovre videre til finalen med en klar, samlet sejr på 12-5. I den anden semifinalen startede Herning IK vejen til finalen ved at vinde den første kamp i Esbjerg med 4-3, mens holdet fulgte om med 5-5 på hjemmebane. Det gave en samlet sejr på ét mål til de forsvarende pokalmestre.
| Dato         | Kl. | Kamp                      | Res. | Perioder      | Tilsk. |
| ------------ | --- | ------------------------- | ---- | ------------- | ------ |
| 7. december  |     | Hvidovre IK - Rødovre SIK | 7–1  | 2-0, 2-1, 3-0 | 800    |
| 14. december |     | Rødovre SIK - Hvidovre IK | 4–5  | 1-3, 0-2, 3-0 | 731    |

| Dato         | Kl.   | Kamp                    | Res. | Perioder      | Tilsk. |
| ------------ | ----- | ----------------------- | ---- | ------------- | ------ |
| 8. december  | 19:00 | Esbjerg IK - Herning IK | 3–4  | 0-2, 2-1, 1-1 | 825    |
| 14. december |       | Herning IK - Esbjerg IK | 5–5  | 2-0, 1-2, 2-3 | 1.000  |

### Finale
Finalen blev spillet den 29. december på Herning Isstadion i Herning.
| Dato | Kl.   | Kamp                     | Res. | Perioder      | Tilsk. |
| --- | ----- | ------------------------ | ---- | ------------- | ------ |
| 29. december | 19:00 | Herning IK - Hvidovre IK | 9–3  | 3-1, 2-1, 4-1 | 2.130  |
| Mål 1-0 Mikael Kotkaniemi (1:27) 1-1 Jesper Andersen (4:39) 2-1 Todd Bjorkstrand (6:33) 3-1 Petri Skriko (10:57) 3-2 Jarmo Jarmolainen (33:01) 4-2 Todd Bjorkstrand (33:46) 5-2 Todd Bjorkstrand (34:14) 6-2 Martin Therkildsen (42:33) 6-3 Jesper Andersen (45:02) 7-3 Dan Jensen (51:25) 8-3 Kim Andersen (58:23) 9-3 Mikael Kotkaniemi (59:12) Udvisninger Herning IK: 5 × 2 minutter. Hvidovre IK: 8 × 2 minutter. |       |                          |      |               |        |